# Ủy ban Tiêu chuẩn Đo lường Chất lượng Quốc gia (Việt Nam)
Ủy ban Tiêu chuẩn Đo lường Chất lượng Quốc gia (tiếng Anh: Commission for the Standards, Metrology and Quality of Viet Nam, viết tắt là STAMEQ) là cơ quan trực thuộc Bộ Khoa học và Công nghệ, thực hiện chức năng tham mưu, giúp Bộ trưởng Bộ Khoa học và Công nghệ quản lý nhà nước và tổ chức thực thi pháp luật về tiêu chuẩn, đo lường, chất lượng trong phạm vi cả nước; tổ chức quản lý và thực hiện các hoạt động dịch vụ công liên quan đến hoạt động này theo quy định của pháp luật.
Ủy ban Tiêu chuẩn Đo lường Chất lượng Quốc gia đại diện cho Việt Nam gia nhập thành viên nhiều tổ chức quốc tế như: Tổ chức tiêu chuẩn hóa quốc tế (ISO), Hiệp hội các Quốc gia Đông Nam Á, Tổ chức Thương mại Thế giới, châu Á - Thái Bình Dương, Tổ chức Thương mại Thế giới (WTO).

## Lịch sử phát triển
Ngày 4 tháng 4 năm 1962, thành lập Viện Đo lường và Tiêu chuẩn trực thuộc Ủy ban Khoa học Nhà nước (nay là Bộ Khoa học Công nghệ). Ngày 31 tháng 12 năm 1970, Viện Đo lường và Tiêu chuẩn được tách thành 2 Viện: Viện Đo lường và Viện Tiêu chuẩn đều trực thuộc Ủy ban Khoa học và Kỹ thuật Nhà nước. Ngày 6 tháng 4 năm 1971, Cục Kiểm tra chất lượng sản phẩm và hàng hoá đã được thành lập trực thuộc Ủy ban Khoa học và Kỹ thuật Nhà nước.
Tại Việt Nam Cộng hòa, Năm 1972, Viện Quốc gia Định chuẩn thuộc Việt Nam Cộng hòa đã được thành lập. Ngày 6 tháng 4 năm 1976, Viện Quốc gia Định chuẩn được chuyển thành Viện Định chuẩn trực thuộc Ủy ban Khoa học và Kỹ thuật Nhà nước; chuyển đổi Viện Đo lường và Viện Tiêu chuẩn thành Cục Đo lường Trung ương và Cục Tiêu chuẩn.
Ngày 13 tháng 9 năm 1979, hợp nhất Cục Tiêu chuẩn, Cục Đo lường Trung ương, Cục Kiểm tra chất lượng sản phẩm và hàng hoá và Viện Định chuẩn thành Cục Tiêu chuẩn - Đo lường - Chất lượng Nhà nước, theo Quyết định số 325/CP của Hội đồng Chính phủ. Ngày 8 tháng 2 năm 1984, thành lập Tổng cục Tiêu chuẩn Đo lường Chất lượng trực thuộc Bộ Khoa học, Công nghệ và Môi trường (nay là Bộ Khoa học và Công nghệ) được thành lập theo Nghị định 22/HĐBT của Hội đồng Bộ trưởng (nay là Chính phủ) trên cơ sở Cục Tiêu chuẩn - Đo lường - Chất lượng Nhà nước; sau chuyển về Bộ Khoa học và Công nghệ.
Ngày 1 tháng 6 năm 2024, thành lập Ủy ban Tiêu chuẩn Đo lường Chất lượng Quốc gia trên cơ sở tổ chức lại Tổng cục Tiêu chuẩn Đo lường Chất lượng.

## Cơ cấu tổ chức
Theo quy định năm 2025, Ủy ban Tiêu chuẩn Đo lường Chất lượng Quốc gia gồm các ban: Văn phòng Ủy ban, Ban Tiêu chuẩn, Ban Đo lường, Ban Quản lý chất lượng và Đánh giá sự phù hợp, Ban Kế hoạch - Tài chính, Ban Hợp tác quốc tế, Ban Tổ chức cán bộ, Ban Pháp chế - Thanh tra.
Ngoài ra, Ủy ban còn có các đơn vị sự nghiệp công lập trực thuộc: Trung tâm Mã số, mã vạch Quốc gia (viết tắt là NBC); Trung tâm Kỹ thuật Tiêu chuẩn Đo lường Chất lượng (viết tắt là QUATEST) 1, 2, 3, 4; Trung tâm Chứng nhận phù hợp (viết tắt là QUACERT); Viện Tiêu chuẩn Chất lượng Việt Nam (viết tắt là VSQI); Viện Đo lường Việt Nam (viết tắt là VMI); Viện Năng suất Việt Nam (viết tắt là VNPI); Trung tâm Đào tạo nghiệp vụ Tiêu chuẩn Đo lường Chất lượng (viết tắt là QTC); Viện Thông tin và Truyền thông Tiêu chuẩn Đo lường Chất lượng (viết tắt là ISMQ); Văn phòng Thông báo và hỏi đáp quốc gia về Tiêu chuẩn Đo lường Chất lượng (viết tắt là TBT VietNam).

## Hoạt động
Vào năm 1977, Ủy ban Tiêu chuẩn Đo lường Chất lượng Quốc gia đại diện cho Việt Nam gia nhập thành viên của tổ chức tiêu chuẩn hóa quốc tế (ISO) đã có những đóng góp to lớn cho tổ chức này. Cụ thể, Việt Nam đã tham gia Hội đồng tổ chức tiêu chuẩn hóa (ISO) trong 2 nhiệm kỳ: 1997 - 1998 và 2001 - 2002, được bầu vào Hội đồng tiêu chuẩn hóa (ISO) nhiệm kỳ 2004 - 2005; hiện tham gia với tư cách thành viên thành viên chính thức hay còn gọi là thành viên đầy đủ (P) trong 5 ban kỹ thuật (ISO/TCs) và tiểu ban kỹ thuật (ISO/SCs), tham gia với tư cách thành viên thành viên quan sát (ký hiệu là O) trong hơn 50 ban kỹ thuật (ISO/TCs) và tiểu ban kỹ thuật (ISO/SCs). Cho đến nay, có khoảng 1.380 tiêu chuẩn ISO được chấp nhận thành Tiêu chuẩn quốc gia Việt Nam (TCVN). 
Ủy ban Tiêu chuẩn Đo lường Chất lượng Quốc gia đại diện cho Việt Nam ở lĩnh vực đo lường chất lượng tại các tổ chức như Hiệp hội các Quốc gia Đông Nam Á, Tổ chức Thương mại Thế giới, Diễn đàn hợp tác kinh tế khu vực châu Á - Thái Bình Dương, Diễn đàn Hợp tác Á - Âu. gia nhập  (ASEAN)

## Khen thưởng
- Huân chương Lao động hạng Nhì: 1987[7]
- Huân chương Lao động hạng Nhất: 2000, 2017[7]
- Huân chương Độc lập hạng Ba: 2002[7]
- Huân chương Độc lập hạng Nhì: 2007[7]
- Huân chương Độc lập hạng Nhất: 2012[7]
- Huân chương Hồ Chí Minh: 2023[8]